# Josué Brachi García
Josué Brachi García (Sevilla, 8 de septiembre de 1992) es un deportista español que compite en halterofilia, campeón europeo del año 2018.
Ganó tres medallas en el Campeonato Europeo de Halterofilia entre los años 2016 y 2022.
Participó en los Juegos Olímpicos de Río de Janeiro 2016, aunque no pudo obtener resultado alguno al fallar sus tres intentos en la modalidad de «arrancada».

## Palmarés internacional
| Campeonato Europeo | Campeonato Europeo | Campeonato Europeo | Campeonato Europeo |
| Año                | Lugar              | Medalla            | Categoría          |
| ------------------ | ------------------ | ------------------ | ------------------ |
| 2016               | Førde (Noruega)    | Medalla de plata   | 56 kg              |
| 2018               | Bucarest (Rumania) | Medalla de oro     | 56 kg              |
| 2022               | Tirana (Albania)   | Medalla de plata   | 55 kg              |